# Разумовский, Андрей Кириллович
Граф (позже — князь и светлейший князь) Андре́й Кири́ллович Разумо́вский (22 октября (2 ноября) 1752, Глухов — 11 сентября (23 сентября) 1836, Вена) — русский дипломат из рода Разумовских, посланник в Вене (1797—1799, 1801—1807), строитель венского дворца Разумовских. Известен также как меценат, которому Бетховен посвятил «Русские квартеты». Действительный тайный советник 1-го класса (1819).

## Биография
Третий и самый любимый из шестерых сыновей последнего гетмана Запорожского Войска Кирилла Разумовского от брака с Екатериной Нарышкиной, родился в Глуховском дворце 22 октября (2 ноября) 1752 года.
Образование получил блестящее, был учеником знаменитого историка Шлёцера. Для своих детей гетман открыл специальную «академию», прототип закрытого лицея, наняв для этого на Васильевском острове в Петербурге большой новый дом-дворец. К концу 1764 года «академия» была закрыта, поэтому завершать образование дети должны были в одном из европейских университетов. Кирилл Григорьевич выбрал для этого Страсбургский университет, в котором когда-то учился сам.
В 1769 году Андрей приступил к службе во флоте (к этой карьере его готовили с детства), получил звание лейтенанта и командовал пакетботом «Быстрый». В 1770 году — участник Первой Архипелагской экспедиции и Чесменского боя. После этого командовал фрегатом «Екатерина», а в 1775 году получил чин генерал-майора и перешёл на придворную службу.

## При дворе

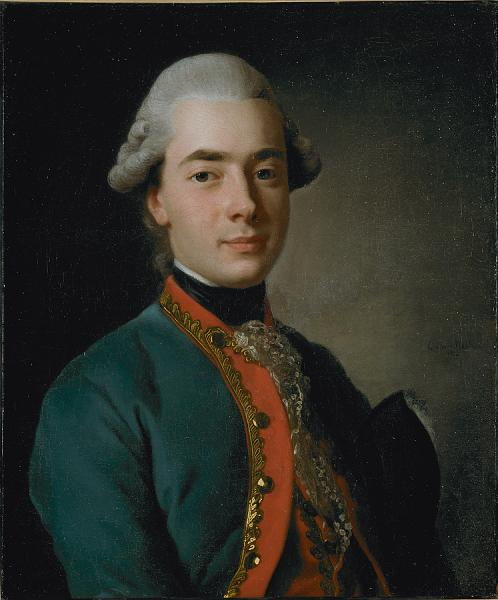
Андрей Разумовский. Художник А. Рослин, 1776 г.

Возвратившись в Петербург, Разумовский имел большой успех в свете: любезный и блестящий молодой красавец, кутивший и тративший деньги без счёта, он кружил головы петербургским красавицам, а отец едва успевал платить его долги. Однажды к графу Кириллу Разумовскому, и так уже недовольному поведением сына, явился портной со счётом в 20 000 рублей. Оказалось, что у графа Андрея Кирилловича одних жилетов было несколько сотен.
Участник детских игр великого князя Павла Петровича, Разумовский приблизился к «молодому двору», пользуясь особенным расположением великой княгини Натальи Алексеевны, которую, когда та была невестой, сопровождал в Россию, и в пользу которой теперь затевал политические интриги и вёл переписку с двумя могущественными католическими державами — Испанией и Австрией.
Влияние Разумовского на цесаревича Павла беспокоило Екатерину II. После смерти в 1776 году великой княгини Натальи Алексеевны и ареста её любовной переписки с графом Андреем Разумовским, он скрывался у своей сестры Натальи Загряжской.
Вскоре молодого графа извлекли из «убежища» сестры и представили Екатерине II. Она решила отдалить Разумовского от двора и выслать из Петербурга. Он был выслан сначала в Ревель, затем в малороссийское имение отца — Батурин, а 1 января 1777 года 25-летний Андрей Разумовский был назначен послом в Неаполь.

## Дипломатическая деятельность

### Посол в Неаполе
В Неаполе Разумовского сначала приняли холодно. Всем двором управляла королева Каролина Мария. В супружестве счастья она не имела, король всё время проводил на охоте и рыбалке. Появившись при дворе, Разумовский сумел заинтересовать королеву. Его стали чаще других приглашать во дворец, он подолгу беседовал с королевой, и вскоре заговорили о новом любимце Каролины Марии. Молодой дипломат сумел обворожить и короля Фердинанда Неаполитанского, который через 40 лет, на Веронском конгрессе чуть не со слезами вспоминал с Разумовским «добрые дни» их совместного сожительства с королевой Каролиной.
Благодаря Разумовскому, отношения между Россией и Неаполем были самые дружеские, русский флот получил стоянку в Сицилии. Но вскоре из-за интриг и смутных слухов, доходивших в Петербург через представителей Франции и Испании, Екатерина II решила удалить Разумовского от неаполитанского двора. По словам графа А. И. Моркова, королева Каролина Мария была в отчаянии и никак не соглашалась отпустить от себя любимого дипломата.

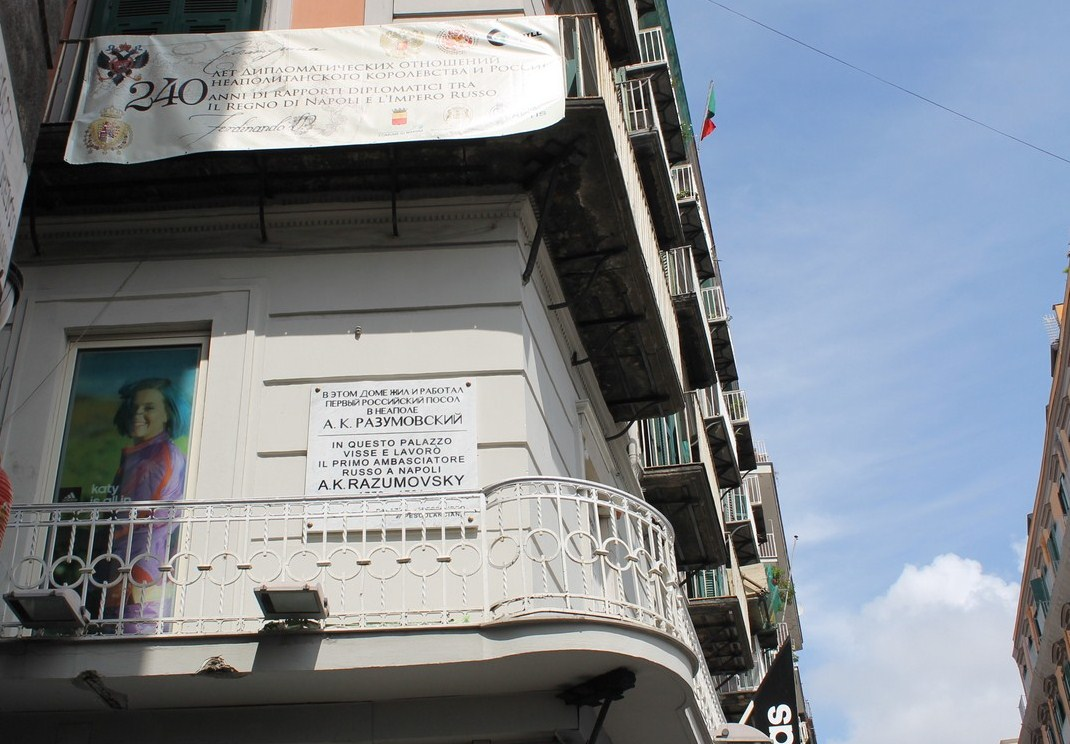
Мемориальная доска первому российскому послу в Неаполе А. К. Разумовскому (1777—1784)

В рамках празднования 240-летия установления дипломатических отношений между Российской империей и Неаполитанским королевством 8 сентября 2017 года в Неаполе состоялась церемония открытия памятной доски на здании — резиденции первого чрезвычайного и полномочного российского министра в Неаполе и на Апеннинах — графа Андрея Кирилловича Разумовского, по адресу: ул. Нардонес, дом 118. Открывали доску Чрезвычайный и полномочный посол Российской Федерации в Итальянской Республике Сергей Сергеевич Разов и мэр Неаполя Луиджи де Маджистрис.

### Посол в Швеции

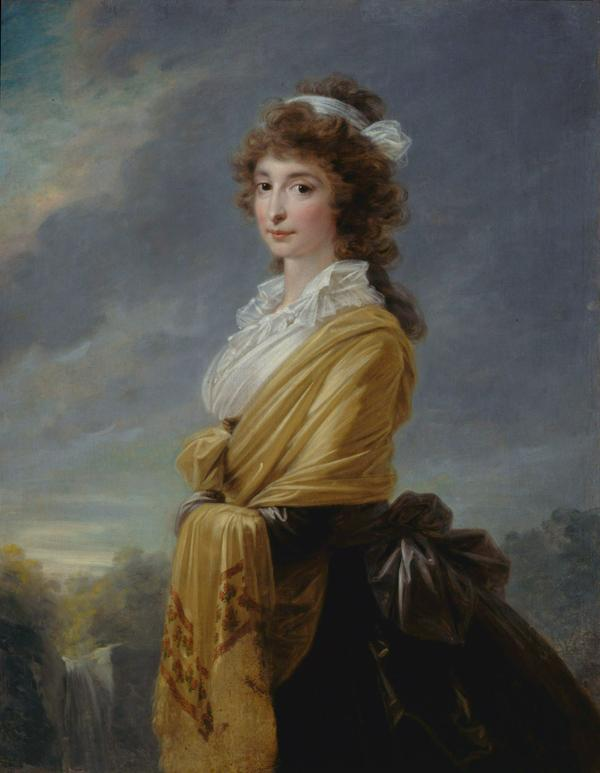
Елизавета Осиповна Разумовская

В 1785 году Разумовский с неудовольствием принял своё новое назначение министром в Копенгаген, откуда в мае 1786 года был перемещён в Стокгольм; его действиями и особенно депешами, подробно излагавшими положение дел в Швеции, Екатерина II была очень довольна. Король Густав III имел воинственные замыслы против России, подстрекаемый Англией; сначала тайно, а потом открыто он начал готовиться к войне. От Разумовского требовалась теперь усиленная деятельность. Надо было сплотить партию недовольных и, таким образом, положить преграду войне.
В мае 1788 года на торжественном заседании шведского сената Густав III изложил все свои жалобы против петербургского двора. В заключение король заявил, что вооружение сильной эскадры в Кронштадте явно угрожает Швеции и заставляет его прибегнуть к мерам предосторожности против России, что он истощил все меры к примирению, что зачинщиком он быть не желает, но что сумеет защитить честь и достоинство Швеции. Сенаторы приняли речь эту громкими знаками одобрения[какими?].
Разумовский стал с новым рвением распространять в обществе слухи о чистоте намерений русского двора относительно Швеции и о негодовании, возбуждённом в России непростительными кознями короля для вовлечения его подданных в пагубную войну с Россией. Разумовский интриговал, все усилия свои он клонил к тому, чтобы король начал войну первым и, таким образом, сам бы стал зачинщиком. Король обвинил Разумовского в нападении на честь шведского монарха и велел ему выехать в Петербург. Впечатление, произведённое в Стокгольме выходкой короля, было громадное, общее мнение не одобрило действий короля.
В ответ, Екатерина II объявила шведскому послу в Петербурге, что поступок его короля окончил его миссию и пребывание в России, и назначила ему срок выезда. В то время, как шведский посланник повиновался приказанию императрицы и покинул Петербург, Разумовский и не думал выезжать из Стокгольма, объявляя, что не может уехать, не получив на то приказа от своей Государыни. Он держал себя сдержанно, избегал многочисленных собраний и принимал только близких знакомых. Между членами дипломатического корпуса в это время было сильное брожение, многие требовали общего заступничества за Разумовского, но, благодаря усилиям Французского поверенного и министров Испанского и Голландского, дело кончилось ничем. 1 августа 1788 года Разумовский покинул Стокгольм.
Дерзким и надменным поведением Разумовского Екатерина II осталась очень довольна.
В сентябре Разумовский прибыл в Вену, где жила его невеста графиня Елизавета Осиповна Тун-Гогенштейн (1764—1806). Их свадьба состоялась в октябре 1788 года, а весной 1789 года Разумовский с женой выехал в Россию. Они были радушно приняты фельдмаршалом Кириллом Разумовским в Москве, который 11 лет не видел любимого сына. Андрею Кирилловичу в древней столице было скучно. Ему хотелось побывать в Петербурге, куда, в продолжение 13 лет, закрыт был ему доступ. Императрица дозволила ему с молодой женой приехать в Петербург, и они прибыли туда в октябре 1789 года.

### Посол в Вене

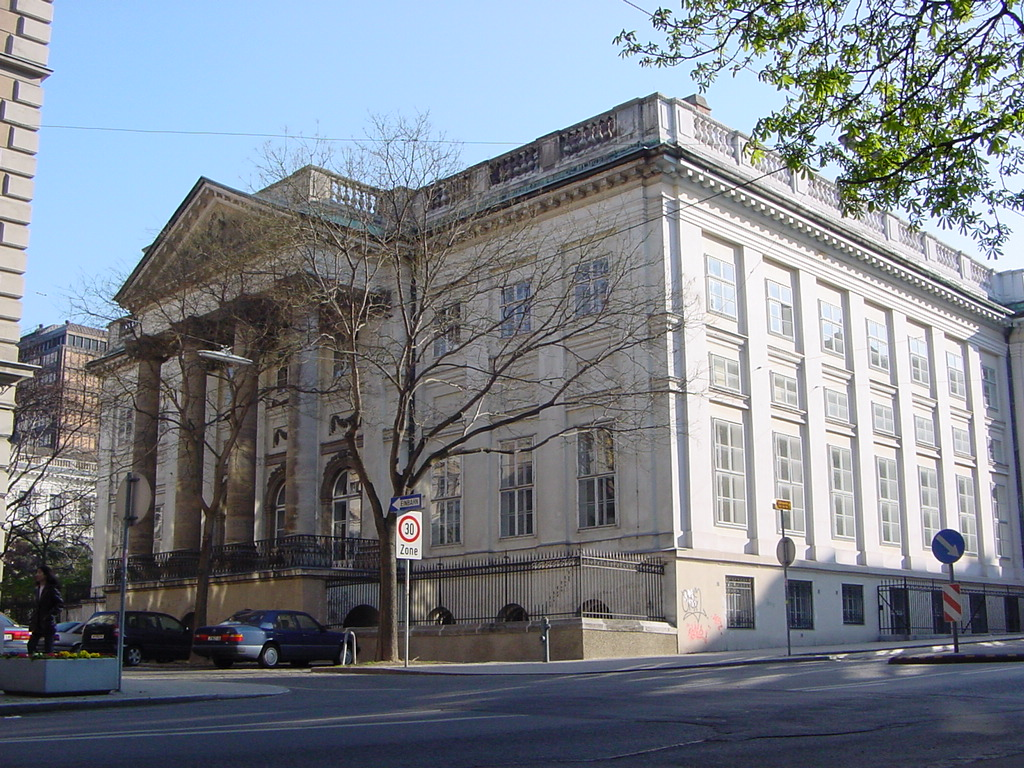
Венский дворец Разумовского был выстроен им за свой счёт

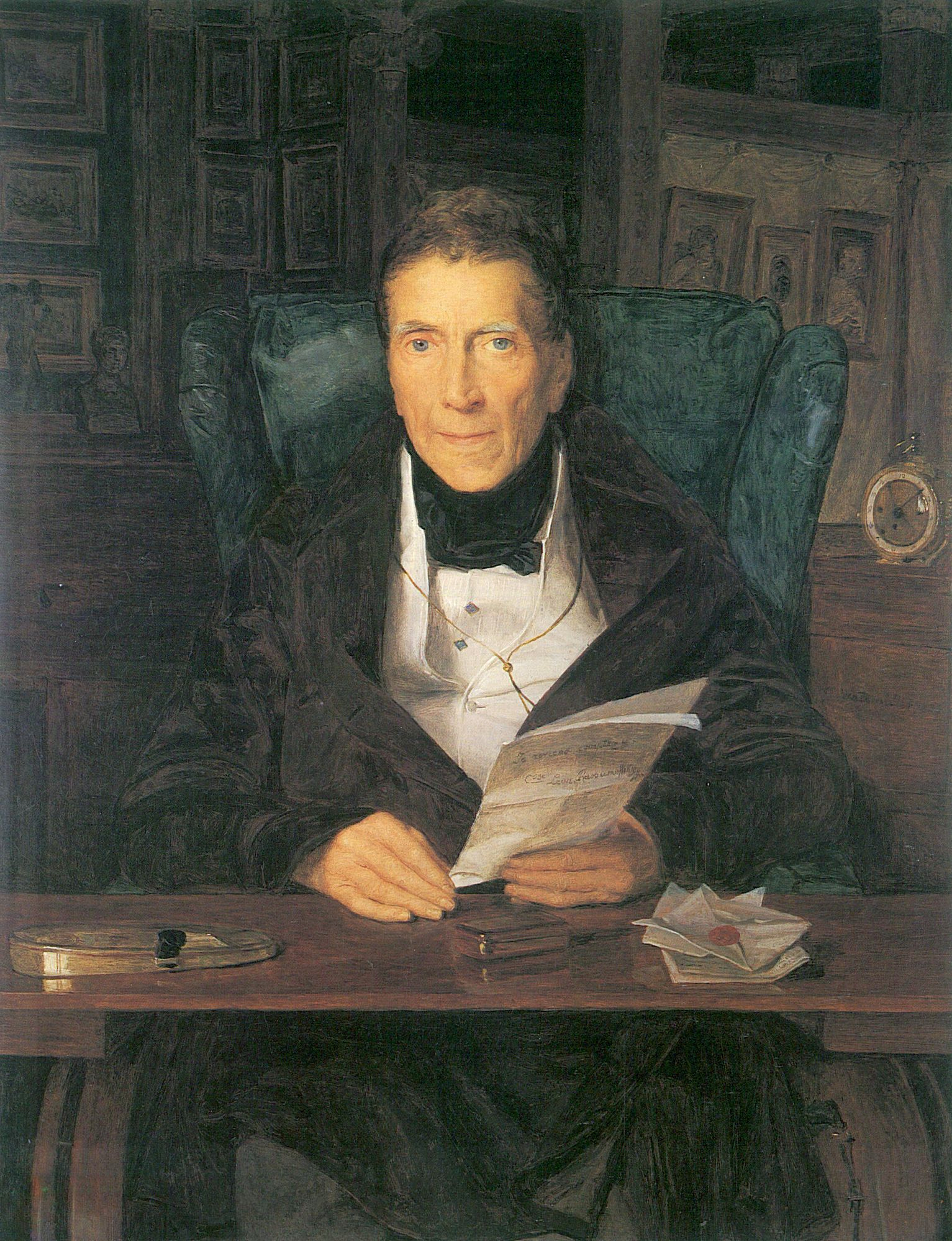
Портрет Разумовского кисти Фердинанда Георга Вальдмюллера, 1835 г.

В сентябре 1790 года Разумовский был назначен послом в Вену в помощь князю Д. М. Голицыну. При этом императрица высказала Потёмкину своё мнение, что:
Ловчее всего Андрея Разумовского туда послать: жена его венка и там связи имеет, не глуп, молодость уже улеглась, обжегся много, даже до того, что облысел.
Два года спустя Разумовский заменил князя Голицына в качестве полномочного посла. В Вене он сделался своим человеком, и у него навсегда сложились прочные симпатии к Австрии: здесь он жил с любимой женой, что не мешало ему иметь исключительный успех у женщин, здесь расстроил он вконец своё колоссальное состояние. Он любил искусство и, делая безумные траты, собирал картины, бронзу и всякие редкости; прекрасно играл на скрипке, устраивал знаменитые квартеты, артисты находили у него покровительство. С ним были знакомы Гайдн, Моцарт, а также Бетховен, который посвятил Разумовскому свои Пятую и Шестую симфонии, а также три струнных квартета. В первый квартет он включил мелодию украинской народной песни «Ой надворі метелиця», во второй и третий — вариации на тему песни «Од Києва до Лубен».
Бетховен использовал в своем «русском опусе» подлинные русские народные песни. В квартете Фа мажор (ор.59 № 1) главной темой финала стала песня «Ах, талан ли мой, талан», в квартете ми минор (ор.59 № 2) народная мелодия появляется в трио скерцо. Это песня «Слава» («Уж как солнцу красному…»), позже ставшая всемирно знаменитой благодаря сцене коронации Бориса Годунова из оперы М.П. Мусоргского и «Царской невесте» Н.А. Римского-Корсакова, где она служит лейтмотивом Ивана Грозного.
22 сентября 1793 года Разумовский был награждён орденом Св. Александра Невского. Павел I, недовольный образом действий Разумовского во время Итальянского похода Суворова, 25 сентября 1799 года вызвал его в Россию и приказал жить у отца в Батурине. Разумовский не сознавал своей вины и, предполагая лишь одно недоразумение, жаловался, что не умели оценить его деятельности. После многолетней жизни за границей пребывание в России было ему неприятно и тяжело, его тянуло в Вену. В декабре 1800 года он получил назначение сенатором, оставаясь по-прежнему в Батурине.
Александр I в 1801 году возвратил Разумовскому пост посла в Вене. Более, чем сами австрийцы, приверженный к интересам Австрии, он был заклятым врагом Наполеона, и после Тильзитского мира вышел в отставку. В конце 1812 года Разумовскому было поручено вести переговоры с Австрией о союзе против Наполеона; он участвовал в Шатильонском и Венском конгрессах и был уполномоченным при заключении второго Парижского мира. За эти труды ему было пожаловано в 1815 году княжеское достоинство, с титулом светлости, а в 1819 году он получил чин действительного тайного советника первого класса и разные льготы, облегчавшие его расстроенное состояние. В Вене князь Разумовский проживал с супругой в построенном в 1806 году собственном дворце.
Последние годы жизни Разумовского были наполнены жалобами на печальное положение его имущественных дел и просьбами Государю о пособиях: кредиторы его преследовали. Тем не менее, он считался одним из столпов светского общества Вены и имел почтительное прозвище «эрцгерцог Андреас».
Князь Разумовский умер в Вене 11 сентября 1836 года. Под влиянием второй жены, графини Костанции-Доминики фон Тюргейм (1785—1867), на которой женился в феврале 1816 года, принял католичество. Детей не имел, но была воспитанница Жеоржина Актон, которая с 1846 года была замужем за графом Липпе-Вейзенфельдом из дома Липпе.
Одна из улиц Вены носит сейчас имя А. К. Разумовского. Имя А. К. Разумовского носил несохранившийся мост.
Могила посла Российской империи в Австрии князя Андрея Кирилловича Разумовского находится в приходской церкви города Швертберга (Верхняя Австрия).

## Награды
- Орден Святого Андрея Первозванного (02.1799)
- Бриллиантовые знаки к Ордену Святого Андрея Первозванного (07.1799)
- Орден Святого Владимира 1-й степени (1795)
- Орден Святого Владимира 2-й степени (1776)
- Орден Святого Александра Невского (1793)
- Орден Святой Анны 1-й степени (1799)

Иностранные:
- Австрийский Королевский венгерский орден Святого Стефана, большой крест (1815)[16]

## В литературе
Один из главных героев исторической повести Михаила Казовского «Катиш и Багратион» («Молодая гвардия», 2012). Также один из главных героев повести Марка Алданова «Десятая симфония». Упоминается в произведении «Фаворит» Валентина Пикуля и Георгия Чулкова "Императоры". 